# Australian Open 2020 - Doppio femminile
Samantha Stosur e Zhang Shuai erano le detentrici del titolo, ma non hanno partecipato insieme a questa edizione del torneo. Stosur ha fatto coppia con Ellen Perez, perdendo al primo turno contro Lara Arruabarrena e Ons Jabeur. Zhang, invece, ha fatto coppia con Peng Shuai, perdendo al primo turno contro Veronika Kudermetova e Alison Riske.
In finale Tímea Babos e Kristina Mladenovic hanno battuto Hsieh Su-wei e Barbora Strýcová con il punteggio di 6–2, 6–1.

## Teste di serie
1.    Hsieh Su-wei /  Barbora Strýcová (finale)
  2.    Tímea Babos /  Kristina Mladenovic (campionesse)
  3.    Elise Mertens /  Aryna Sabalenka (quarti di finale)
  4.    Barbora Krejčíková /  Kateřina Siniaková (semifinale)
  5.    Nicole Melichar /  Xu Yifan (primo turno)
  6.    Gabriela Dabrowski /  Jeļena Ostapenko (quarti di finale)
  7.    Chan Hao-ching /  Latisha Chan (semifinale)
  8.    Květa Peschke /  Demi Schuurs (secondo turno)
  9.    Duan Yingying /  Zheng Saisai (primo turno)
10.    Shūko Aoyama /  Ena Shibahara (terzo turno)
11.    Lucie Hradecká /  Andreja Klepač (primo turno)
12.    Ellen Perez /  Samantha Stosur (primo turno)
13.    Veronika Kudermetova /  Alison Riske (terzo turno)
14.    Ljudmyla Kičenok /  Yang Zhaoxuan (primo turno)
15.    Viktória Kužmová /  Aljaksandra Sasnovič (terzo turno)
16.    Sofia Kenin /  Bethanie Mattek-Sands (terzo turno)
Clicca sul numero di testa di serie di una coppia per visualizzare la loro sezione di tabellone.

## Wildcard
1. Destanee Aiava /  Lizette Cabrera (primo turno)
2. Maddison Inglis /  Kaylah McPhee (secondo turno)
3. Lee Ya-hsuan /  Wu Fang-hsien (primo turno)
4. Priscilla Hon /  Storm Sanders (primo turno)

1. Jaimee Fourlis /  Arina Rodionova (secondo turno)
2. Alexandra Bozovic /  Amber Marshall (primo turno)
3. Jessica Moore /  Astra Sharma (primo turno)

## Tabellone

### Legenda
| - Q = Qualificato - WC = Wild card - LL = Lucky loser | - ALT = Alternate - SE = Special Exempt - PR = Protected Ranking | - w/o = Walkover - r = Ritirato - d = Squalificato |

### Fase finale
|  | Quarti di finale | Quarti di finale                      | Quarti di finale                 | Quarti di finale | Quarti di finale |  |  | Semifinali                            | Semifinali                            | Semifinali                            | Semifinali                      | Semifinali                      |   |   | Finale                        | Finale                        | Finale                        | Finale | Finale |  |
|  |                  |                                       |                                  |                  |                  |  |  |                                       |                                       |                                       |                                 |                                 |   |   |                               |                               |                               |        |        |  |
|  | 1                | Hsieh Su-wei Barbora Strýcová         | Hsieh Su-wei Barbora Strýcová    | 6                | 6                |  |  |                                       |                                       |                                       |                                 |                                 |   |   |                               |                               |                               |        |        |  |
|  |                  | Jennifer Brady Caroline Dolehide      | Jennifer Brady Caroline Dolehide | 2                | 2                |  |  | Hsieh Su-wei Barbora Strýcová         | Hsieh Su-wei Barbora Strýcová         | Hsieh Su-wei Barbora Strýcová         | 6                               | 6                               |   |   |                               |                               |                               |        |        |  |
|  | 4                | Barbora Krejčíková Kateřina Siniaková | 3                                | 6                | 6                |  |  | Barbora Krejčíková Kateřina Siniaková | Barbora Krejčíková Kateřina Siniaková | Barbora Krejčíková Kateřina Siniaková | 2                               | 3                               |   |   |                               |                               |                               |        |        |  |
|  | 6                | Gabriela Dabrowski Jeļena Ostapenko   | 6                                | 2                | 3                |  |  |                                       |                                       |                                       |                                 |                                 |   |   | Hsieh Su-wei Barbora Strýcová | Hsieh Su-wei Barbora Strýcová | Hsieh Su-wei Barbora Strýcová | 2      | 1      |  |
|  | 7                | Chan Hao-ching Latisha Chan           | Chan Hao-ching Latisha Chan      | 7                | 6                |  |  |                                       |                                       | Tímea Babos Kristina Mladenovic       | Tímea Babos Kristina Mladenovic | Tímea Babos Kristina Mladenovic | 6 | 6 |                               |                               |                               |        |        |  |
|  | 3                | Elise Mertens Aryna Sabalenka         | Elise Mertens Aryna Sabalenka    | 6(7)             | 2                |  |  | Chan Hao-ching Latisha Chan           | Chan Hao-ching Latisha Chan           | Chan Hao-ching Latisha Chan           | 5                               | 2                               |   |   |                               |                               |                               |        |        |  |
|  |                  | Cori Gauff Catherine McNally          | Cori Gauff Catherine McNally     | 2                | 4                |  |  | Tímea Babos Kristina Mladenovic       | Tímea Babos Kristina Mladenovic       | Tímea Babos Kristina Mladenovic       | 7                               | 6                               |   |   |                               |                               |                               |        |        |  |
|  | 2                | Tímea Babos Kristina Mladenovic       | Tímea Babos Kristina Mladenovic  | 6                | 6                |  |  |                                       |                                       |                                       |                                 |                                 |   |   |                               |                               |                               |        |        |  |

### Parte alta

#### Sezione 1
|  | Primo turno                     | Primo turno                     | Primo turno                     | Primo turno | Primo turno |  |  | Secondo turno                   | Secondo turno                   | Secondo turno           | Secondo turno        | Secondo turno        |   |   | Terzo turno             | Terzo turno             | Terzo turno             | Terzo turno        | Terzo turno        |   |   | Quarti di finale | Quarti di finale | Quarti di finale | Quarti di finale | Quarti di finale |  |
|  |                                 |                                 |                                 |             |             |  |  |                                 |                                 |                         |                      |                      |   |   |                         |                         |                         |                    |                    |   |   |                  |                  |                  |                  |                  |  |
|  | 1                               | S-w Hsieh B Strýcová            | S-w Hsieh B Strýcová            | 6           | 7           |  |  |                                 |                                 |                         |                      |                      |   |   |                         |                         |                         |                    |                    |   |   |                  |                  |                  |                  |                  |  |
|  |                                 | M Bouzková T Zidanšek           | M Bouzková T Zidanšek           | 3           | 5           |  |  | S-w Hsieh B Strýcová            | S-w Hsieh B Strýcová            | S-w Hsieh B Strýcová    | 6                    | 7                    |   |   |                         |                         |                         |                    |                    |   |   |                  |                  |                  |                  |                  |  |
|  |                                 | L Davis V Golubic               | 7                               | 1           | 6           |  |  | L Davis V Golubic               | L Davis V Golubic               | L Davis V Golubic       | 1                    | 5                    |   |   |                         |                         |                         |                    |                    |   |   |                  |                  |                  |                  |                  |  |
|  | WC                              | D Aiava L Cabrera               | 6(5)                            | 6           | 1           |  |  |                                 |                                 |                         |                      |                      |   |   | S-w Hsieh B Strýcová    | S-w Hsieh B Strýcová    | S-w Hsieh B Strýcová    | 6                  | 6                  |   |   |                  |                  |                  |                  |                  |  |
|  |                                 | D Jurak N Stojanović            | D Jurak N Stojanović            | 6           | 6           |  |  |                                 |                                 | D Jurak N Stojanović    | D Jurak N Stojanović | D Jurak N Stojanović | 4 | 4 |                         |                         |                         |                    |                    |   |   |                  |                  |                  |                  |                  |  |
|  | PR                              | K Bondarenko A Krunić           | K Bondarenko A Krunić           | 1           | 4           |  |  | D Jurak N Stojanović            | D Jurak N Stojanović            | 3                       | 6                    | 6                    |   |   |                         |                         |                         |                    |                    |   |   |                  |                  |                  |                  |                  |  |
|  | WC                              | M Inglis K McPhee               | M Inglis K McPhee               | 6           | 6           |  |  | M Inglis K McPhee               | M Inglis K McPhee               | 6                       | 3                    | 1                    |   |   |                         |                         |                         |                    |                    |   |   |                  |                  |                  |                  |                  |  |
|  | 14                              | L Kičenok Z Yang                | L Kičenok Z Yang                | 4           | 1           |  |  |                                 |                                 |                         |                      |                      |   |   | S-w Hsieh B Strýcová    | S-w Hsieh B Strýcová    | S-w Hsieh B Strýcová    | 6                  | 6                  |   |   |                  |                  |                  |                  |                  |  |
|  | 12                              | E Perez S Stosur                | 4                               | 6           | 5           |  |  |                                 |                                 |                         |                      |                      |   |   |                         |                         | J Brady C Dolehide      | J Brady C Dolehide | J Brady C Dolehide | 2 | 2 |                  |                  |                  |                  |                  |  |
|  |                                 | L Arruabarrena O Jabeur         | 6                               | 1           | 7           |  |  | L Arruabarrena O Jabeur         | L Arruabarrena O Jabeur         | L Arruabarrena O Jabeur | 6                    | 6                    |   |   |                         |                         |                         |                    |                    |   |   |                  |                  |                  |                  |                  |  |
|  | V King C McHale                 | V King C McHale                 | 6                               | 3           | 6(1)        |  |  | B Pera R Voráčová               | B Pera R Voráčová               | B Pera R Voráčová       | 2                    | 4                    |   |   |                         |                         |                         |                    |                    |   |   |                  |                  |                  |                  |                  |  |
|  | B Pera R Voráčová               | B Pera R Voráčová               | 1                               | 6           | 7           |  |  |                                 |                                 |                         |                      |                      |   |   | L Arruabarrena O Jabeur | L Arruabarrena O Jabeur | L Arruabarrena O Jabeur | 2                  | 1                  |   |   |                  |                  |                  |                  |                  |  |
|  | G García Pérez S Sorribes Tormo | G García Pérez S Sorribes Tormo | G García Pérez S Sorribes Tormo | 6           | 6           |  |  |                                 |                                 | J Brady C Dolehide      | J Brady C Dolehide   | J Brady C Dolehide   | 6 | 6 |                         |                         |                         |                    |                    |   |   |                  |                  |                  |                  |                  |  |
|  | M Adamczak K Srebotnik          | M Adamczak K Srebotnik          | M Adamczak K Srebotnik          | 2           | 4           |  |  | G García Pérez S Sorribes Tormo | G García Pérez S Sorribes Tormo | 1                       | 6                    | 3                    |   |   |                         |                         |                         |                    |                    |   |   |                  |                  |                  |                  |                  |  |
|  |                                 | J Brady C Dolehide              | J Brady C Dolehide              | 6           | 6           |  |  | J Brady C Dolehide              | J Brady C Dolehide              | 6                       | 3                    | 6                    |   |   |                         |                         |                         |                    |                    |   |   |                  |                  |                  |                  |                  |  |
|  | 5                               | N Melichar Y Xu                 | N Melichar Y Xu                 | 3           | 4           |  |  |                                 |                                 |                         |                      |                      |   |   |                         |                         |                         |                    |                    |   |   |                  |                  |                  |                  |                  |  |

#### Sezione 2
|  | Primo turno           | Primo turno              | Primo turno             | Primo turno | Primo turno |  |  | Secondo turno            | Secondo turno            | Secondo turno           | Secondo turno           | Secondo turno |   |   | Terzo turno              | Terzo turno              | Terzo turno             | Terzo turno             | Terzo turno |   |   | Quarti di finale | Quarti di finale | Quarti di finale | Quarti di finale | Quarti di finale |  |
|  |                       |                          |                         |             |             |  |  |                          |                          |                         |                         |               |   |   |                          |                          |                         |                         |             |   |   |                  |                  |                  |                  |                  |  |
|  | 4                     | B Krejčíková K Siniaková | 6                       | 4           | 6           |  |  |                          |                          |                         |                         |               |   |   |                          |                          |                         |                         |             |   |   |                  |                  |                  |                  |                  |  |
|  |                       | A-L Friedsam L Siegemund | 4                       | 6           | 1           |  |  | B Krejčíková K Siniaková | B Krejčíková K Siniaková | 3                       | 6                       | 6             |   |   |                          |                          |                         |                         |             |   |   |                  |                  |                  |                  |                  |  |
|  | K Flipkens T Townsend | K Flipkens T Townsend    | K Flipkens T Townsend   | 6           | 6           |  |  | K Flipkens T Townsend    | K Flipkens T Townsend    | 6                       | 1                       | 3             |   |   |                          |                          |                         |                         |             |   |   |                  |                  |                  |                  |                  |  |
|  | T Maria A Sevastova   | T Maria A Sevastova      | T Maria A Sevastova     | 4           | 4           |  |  |                          |                          |                         |                         |               |   |   | B Krejčíková K Siniaková | B Krejčíková K Siniaková | 7                       | 3                       | 7           |   |   |                  |                  |                  |                  |                  |  |
|  | D Krawczyk J Pegula   | D Krawczyk J Pegula      | D Krawczyk J Pegula     | 6           | 6           |  |  |                          |                          | S Kenin B Mattek-Sands  | S Kenin B Mattek-Sands  | 5             | 6 | 5 |                          |                          |                         |                         |             |   |   |                  |                  |                  |                  |                  |  |
|  | I-C Begu Kr Plíšková  | I-C Begu Kr Plíšková     | I-C Begu Kr Plíšková    | 3           | 2           |  |  | D Krawczyk J Pegula      | D Krawczyk J Pegula      | D Krawczyk J Pegula     | 0                       | 67            |   |   |                          |                          |                         |                         |             |   |   |                  |                  |                  |                  |                  |  |
|  | WC                    | Y-h Lee F-h Wu           | Y-h Lee F-h Wu          | 4           | 3           |  |  | S Kenin B Mattek-Sands   | S Kenin B Mattek-Sands   | S Kenin B Mattek-Sands  | 6                       | 7             |   |   |                          |                          |                         |                         |             |   |   |                  |                  |                  |                  |                  |  |
|  | 16                    | S Kenin B Mattek-Sands   | S Kenin B Mattek-Sands  | 6           | 6           |  |  |                          |                          |                         |                         |               |   |   | B Krejčíková K Siniaková | B Krejčíková K Siniaková | 3                       | 6                       | 6           |   |   |                  |                  |                  |                  |                  |  |
|  | 9                     | Y Duan S Zheng           | Y Duan S Zheng          | 3           | 2           |  |  |                          |                          |                         |                         |               |   |   |                          |                          | G Dabrowski J Ostapenko | G Dabrowski J Ostapenko | 6           | 2 | 3 |                  |                  |                  |                  |                  |  |
|  |                       | H Carter L Stefani       | H Carter L Stefani      | 6           | 6           |  |  | H Carter L Stefani       | H Carter L Stefani       | H Carter L Stefani      | 6                       | 7             |   |   |                          |                          |                         |                         |             |   |   |                  |                  |                  |                  |                  |  |
|  |                       | X Han L Zhu              | 6                       | 1           |             |  |  | X Han L Zhu              | X Han L Zhu              | X Han L Zhu             | 2                       | 5             |   |   |                          |                          |                         |                         |             |   |   |                  |                  |                  |                  |                  |  |
|  | PR                    | N Kičenok S Mirza        | 2                       | 0           | r           |  |  |                          |                          |                         |                         |               |   |   | H Carter L Stefani       | H Carter L Stefani       | 4                       | 6                       | 4           |   |   |                  |                  |                  |                  |                  |  |
|  |                       | A Muhammad S Santamaria  | 6                       | 3           | 6           |  |  |                          |                          | G Dabrowski J Ostapenko | G Dabrowski J Ostapenko | 6             | 1 | 6 |                          |                          |                         |                         |             |   |   |                  |                  |                  |                  |                  |  |
|  | WC                    | P Hon S Sanders          | 3                       | 6           | 3           |  |  | A Muhammad S Santamaria  | A Muhammad S Santamaria  | A Muhammad S Santamaria | 2                       | 4             |   |   |                          |                          |                         |                         |             |   |   |                  |                  |                  |                  |                  |  |
|  |                       | M Sakkari A Tomljanović  | M Sakkari A Tomljanović | 5           | 3           |  |  | G Dabrowski J Ostapenko  | G Dabrowski J Ostapenko  | G Dabrowski J Ostapenko | 6                       | 6             |   |   |                          |                          |                         |                         |             |   |   |                  |                  |                  |                  |                  |  |
|  | 6                     | G Dabrowski J Ostapenko  | G Dabrowski J Ostapenko | 7           | 6           |  |  |                          |                          |                         |                         |               |   |   |                          |                          |                         |                         |             |   |   |                  |                  |                  |                  |                  |  |

### Parte bassa

#### Sezione 3
|  | Primo turno              | Primo turno              | Primo turno            | Primo turno | Primo turno |  |  | Secondo turno          | Secondo turno          | Secondo turno          | Secondo turno         | Secondo turno     |      |   | Terzo turno           | Terzo turno           | Terzo turno           | Terzo turno           | Terzo turno           |      |   | Quarti di finale | Quarti di finale | Quarti di finale | Quarti di finale | Quarti di finale |  |
|  |                          |                          |                        |             |             |  |  |                        |                        |                        |                       |                   |      |   |                       |                       |                       |                       |                       |      |   |                  |                  |                  |                  |                  |  |
|  | 7                        | H-c Chan L Chan          | H-c Chan L Chan        | 7           | 6           |  |  |                        |                        |                        |                       |                   |      |   |                       |                       |                       |                       |                       |      |   |                  |                  |                  |                  |                  |  |
|  |                          | O Kalašnikova M Kato     | O Kalašnikova M Kato   | 6(3)        | 3           |  |  | H-c Chan L Chan        | H-c Chan L Chan        | H-c Chan L Chan        | 6                     | 6                 |      |   |                       |                       |                       |                       |                       |      |   |                  |                  |                  |                  |                  |  |
|  | E Aleksandrova I Bara    | E Aleksandrova I Bara    | E Aleksandrova I Bara  | 1           | 2           |  |  | K Christian A Guarachi | K Christian A Guarachi | K Christian A Guarachi | 4                     | 2                 |      |   |                       |                       |                       |                       |                       |      |   |                  |                  |                  |                  |                  |  |
|  | K Christian A Guarachi   | K Christian A Guarachi   | K Christian A Guarachi | 6           | 6           |  |  |                        |                        |                        |                       |                   |      |   | H-c Chan L Chan       | H-c Chan L Chan       | H-c Chan L Chan       | 7                     | 6                     |      |   |                  |                  |                  |                  |                  |  |
|  | M Doi M Niculescu        | M Doi M Niculescu        | 6(5)                   | 6           | 6           |  |  |                        |                        | M Doi M Niculescu      | M Doi M Niculescu     | M Doi M Niculescu | 6(5) | 4 |                       |                       |                       |                       |                       |      |   |                  |                  |                  |                  |                  |  |
|  | A Kalinskaja J Putinceva | A Kalinskaja J Putinceva | 7                      | 4           | 2           |  |  | M Doi M Niculescu      | M Doi M Niculescu      | M Doi M Niculescu      | 6                     | 7                 |      |   |                       |                       |                       |                       |                       |      |   |                  |                  |                  |                  |                  |  |
|  |                          | N Hibino M Ninomiya      | N Hibino M Ninomiya    | 6           | 6           |  |  | N Hibino M Ninomiya    | N Hibino M Ninomiya    | N Hibino M Ninomiya    | 2                     | 5                 |      |   |                       |                       |                       |                       |                       |      |   |                  |                  |                  |                  |                  |  |
|  | 11                       | L Hradecká A Klepač      | L Hradecká A Klepač    | 4           | 0           |  |  |                        |                        |                        |                       |                   |      |   | H-c Chan L Chan       | H-c Chan L Chan       | H-c Chan L Chan       | 7                     | 6                     |      |   |                  |                  |                  |                  |                  |  |
|  | 13                       | V Kudermetova A Riske    | V Kudermetova A Riske  | 6           | 6           |  |  |                        |                        |                        |                       |                   |      |   |                       |                       | E Mertens A Sabalenka | E Mertens A Sabalenka | E Mertens A Sabalenka | 6(7) | 2 |                  |                  |                  |                  |                  |  |
|  |                          | S Peng S Zhang           | S Peng S Zhang         | 3           | 3           |  |  | V Kudermetova A Riske  | V Kudermetova A Riske  | V Kudermetova A Riske  | 6                     | 6                 |      |   |                       |                       |                       |                       |                       |      |   |                  |                  |                  |                  |                  |  |
|  | A Blinkova Y Wang        | A Blinkova Y Wang        | A Blinkova Y Wang      | 5           | 0           |  |  | A Kontaveit M Minella  | A Kontaveit M Minella  | A Kontaveit M Minella  | 4                     | 4                 |      |   |                       |                       |                       |                       |                       |      |   |                  |                  |                  |                  |                  |  |
|  | A Kontaveit M Minella    | A Kontaveit M Minella    | A Kontaveit M Minella  | 7           | 6           |  |  |                        |                        |                        |                       |                   |      |   | V Kudermetova A Riske | V Kudermetova A Riske | 7                     | 3                     | 2                     |      |   |                  |                  |                  |                  |                  |  |
|  | WC                       | J Fourlis Ar Rodionova   | J Fourlis Ar Rodionova | 7           | 6           |  |  |                        |                        | E Mertens A Sabalenka  | E Mertens A Sabalenka | 5                 | 6    | 6 |                       |                       |                       |                       |                       |      |   |                  |                  |                  |                  |                  |  |
|  | ALT                      | S Fichman C Lister       | S Fichman C Lister     | 6(4)        | 2           |  |  | J Fourlis Ar Rodionova | J Fourlis Ar Rodionova | J Fourlis Ar Rodionova | 2                     | 5                 |      |   |                       |                       |                       |                       |                       |      |   |                  |                  |                  |                  |                  |  |
|  | PR                       | C Bellis M Vondroušová   | 6                      | 3           | 3           |  |  | E Mertens A Sabalenka  | E Mertens A Sabalenka  | E Mertens A Sabalenka  | 6                     | 7                 |      |   |                       |                       |                       |                       |                       |      |   |                  |                  |                  |                  |                  |  |
|  | 3                        | E Mertens A Sabalenka    | 3                      | 6           | 6           |  |  |                        |                        |                        |                       |                   |      |   |                       |                       |                       |                       |                       |      |   |                  |                  |                  |                  |                  |  |

#### Sezione 4
|  | Primo turno           | Primo turno             | Primo turno             | Primo turno | Primo turno |  |  | Secondo turno        | Secondo turno        | Secondo turno        | Secondo turno        | Secondo turno        |   |   | Terzo turno          | Terzo turno          | Terzo turno          | Terzo turno          | Terzo turno          |   |   | Quarti di finale | Quarti di finale | Quarti di finale | Quarti di finale | Quarti di finale |  |
|  |                       |                         |                         |             |             |  |  |                      |                      |                      |                      |                      |   |   |                      |                      |                      |                      |                      |   |   |                  |                  |                  |                  |                  |  |
|  | 8                     | K Peschke D Schuurs     | K Peschke D Schuurs     | 6           | 6           |  |  |                      |                      |                      |                      |                      |   |   |                      |                      |                      |                      |                      |   |   |                  |                  |                  |                  |                  |  |
|  |                       | F Stollár D Jastrems'ka | F Stollár D Jastrems'ka | 4           | 2           |  |  | K Peschke D Schuurs  | K Peschke D Schuurs  | K Peschke D Schuurs  | 3                    | 4                    |   |   |                      |                      |                      |                      |                      |   |   |                  |                  |                  |                  |                  |  |
|  | K Muchová J Teichmann | K Muchová J Teichmann   | K Muchová J Teichmann   | 3           | 2           |  |  | C Gauff C McNally    | C Gauff C McNally    | C Gauff C McNally    | 6                    | 6                    |   |   |                      |                      |                      |                      |                      |   |   |                  |                  |                  |                  |                  |  |
|  | C Gauff C McNally     | C Gauff C McNally       | C Gauff C McNally       | 6           | 6           |  |  |                      |                      |                      |                      |                      |   |   | C Gauff C McNally    | C Gauff C McNally    | 4                    | 7                    | 6                    |   |   |                  |                  |                  |                  |                  |  |
|  | D Collins A Rosolska  | D Collins A Rosolska    | 5                       | 7           | 6           |  |  |                      |                      | S Aoyama E Shibahara | S Aoyama E Shibahara | 6                    | 5 | 3 |                      |                      |                      |                      |                      |   |   |                  |                  |                  |                  |                  |  |
|  | K Kozlova M Linette   | K Kozlova M Linette     | 7                       | 5           | 0           |  |  | D Collins A Rosolska | D Collins A Rosolska | D Collins A Rosolska | D Collins A Rosolska |                      |   |   |                      |                      |                      |                      |                      |   |   |                  |                  |                  |                  |                  |  |
|  |                       | G Minnen A Van Uytvanck | G Minnen A Van Uytvanck | 5           | 6(2)        |  |  | S Aoyama E Shibahara | S Aoyama E Shibahara | S Aoyama E Shibahara | S Aoyama E Shibahara | w/o                  |   |   |                      |                      |                      |                      |                      |   |   |                  |                  |                  |                  |                  |  |
|  | 10                    | S Aoyama E Shibahara    | S Aoyama E Shibahara    | 7           | 7           |  |  |                      |                      |                      |                      |                      |   |   | C Gauff C McNally    | C Gauff C McNally    | C Gauff C McNally    | 2                    | 4                    |   |   |                  |                  |                  |                  |                  |  |
|  | 15                    | V Kužmová A Sasnovič    | 6                       | 4           | 6           |  |  |                      |                      |                      |                      |                      |   |   |                      |                      | T Babos K Mladenovic | T Babos K Mladenovic | T Babos K Mladenovic | 6 | 6 |                  |                  |                  |                  |                  |  |
|  | WC                    | A Bozovic A Marshall    | 2                       | 6           | 3           |  |  | V Kužmová A Sasnovič | V Kužmová A Sasnovič | V Kužmová A Sasnovič | 6                    | 7                    |   |   |                      |                      |                      |                      |                      |   |   |                  |                  |                  |                  |                  |  |
|  | A Cornet F Ferro      | A Cornet F Ferro        | 4                       | 7           | 6(5)        |  |  | Z Dijas E Rybakina   | Z Dijas E Rybakina   | Z Dijas E Rybakina   | 4                    | 5                    |   |   |                      |                      |                      |                      |                      |   |   |                  |                  |                  |                  |                  |  |
|  | Z Dijas E Rybakina    | Z Dijas E Rybakina      | 6                       | 6(1)        | 7           |  |  |                      |                      |                      |                      |                      |   |   | V Kužmová A Sasnovič | V Kužmová A Sasnovič | V Kužmová A Sasnovič | 6(4)                 | 3                    |   |   |                  |                  |                  |                  |                  |  |
|  | WC                    | J Moore A Sharma        | J Moore A Sharma        | 2           | 3           |  |  |                      |                      | T Babos K Mladenovic | T Babos K Mladenovic | T Babos K Mladenovic | 7 | 6 |                      |                      |                      |                      |                      |   |   |                  |                  |                  |                  |                  |  |
|  |                       | A Barty J Görges        | A Barty J Görges        | 6           | 6           |  |  | A Barty J Görges     | A Barty J Görges     | A Barty J Görges     | 5                    | 4                    |   |   |                      |                      |                      |                      |                      |   |   |                  |                  |                  |                  |                  |  |
|  |                       | D Jakupović R Olaru     | D Jakupović R Olaru     | 5           | 3           |  |  | T Babos K Mladenovic | T Babos K Mladenovic | T Babos K Mladenovic | 7                    | 6                    |   |   |                      |                      |                      |                      |                      |   |   |                  |                  |                  |                  |                  |  |
|  | 2                     | T Babos K Mladenovic    | T Babos K Mladenovic    | 7           | 6           |  |  |                      |                      |                      |                      |                      |   |   |                      |                      |                      |                      |                      |   |   |                  |                  |                  |                  |                  |  |